# Strage della Benedicta
La strage della Benedicta, avvenuta tra il 6 aprile e l'11 aprile 1944, fu un'esecuzione sommaria di settantacinque partigiani appartenenti alle formazioni garibaldine, compiuta da militari della Guardia Nazionale Repubblicana e reparti tedeschi in località Benedicta presso Capanne di Marcarolo, nel comune di Bosio, nell'Appennino ligure. Altri settantadue partigiani erano caduti nei precedenti scontri.

## Fatti
Sull'Appennino Ligure, tra Genova e Alessandria nella primavera del 1944, operavano due brigate partigiane, la Brigata Autonoma Alessandria e la 3ª Brigata Garibaldi Liguria, comandata dal capitano degli alpini Edmondo Tosi. Le brigate Garibaldi erano composte da giovani poco armati, ma intenzionati a combattere le truppe tedesche e fasciste e a rifiutare l'obbligo di entrare nell'esercito fascista repubblicano, sancito dal bando Graziani del 18 febbraio.
Tra il 3 e 6 aprile reparti tedeschi appoggiati da quattro compagnie della Guardia Nazionale Repubblicana italiane (due provenienti da Alessandria e due da Genova) e da un reparto del reggimento di Granatieri di stanza a Bolzaneto, accerchiarono la zona del Tobbio partendo da Busalla, Pontedecimo, Masone, Campo Ligure, Mornese, Lerma. Il 6 aprile iniziarono gli scontri armati e mentre la 3ª Brigata Garibaldi Liguria cercò di rompere l'assedio dividendo i propri uomini in piccoli gruppi, la Brigata Autonoma Alessandria cercò una disperata difesa alla Benedicta e a Pian degli Eremiti.

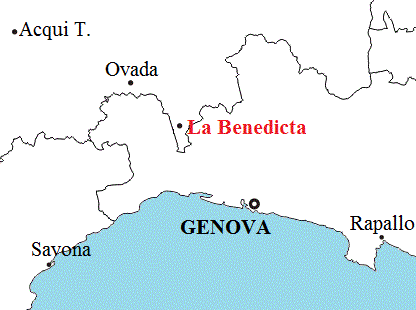
Posizione dell'ex Abbazia della Benedicta.

Il monastero della Benedicta, in cui si erano rifugiati gli uomini disarmati o meno esperti (secondo le testimonianze dei superstiti la grande maggioranza degli uomini delle due brigate era male armata o non armata) venne minato e fatto esplodere. Nell'elenco delle 172 armi da fuoco sequestrate dai nazifascisti al termine delle operazioni di rastrellamento, figurano solo pochi fucili mitragliatori statunitensi. La maggior parte dell'armamento in dotazione ai partigiani era costituito da fucili da caccia a pallettoni e da 11 pistole ad avancarica, probabili cimeli famigliari risalenti al Risorgimento.
Le perdite nazifasciste furono di 4 morti (3 tedeschi e 1 italiano) e 24 feriti (16 tedeschi e 8 italiani), 11 dei quali in gravi condizioni. Le forze partigiane, tra gli scontri e le fucilazioni, ebbero invece 147 morti, poi sepolti in una fossa comune. Tra questi, 75 partigiani catturati furono fucilati dai Granatieri repubblichini comandati da un ufficiale tedesco. Si salvò solo Giuseppe Ennio Odino, ritenuto morto.
Una parte dei partigiani catturati fu trasferita nel carcere genovese di Marassi, mentre altri furono inviati a Novi Ligure. I renitenti alla leva presentatisi spontaneamente accogliendo l'invito delle SS che avevano promesso il condono della pena a chi si fosse costituito, furono deportati in Germania: su 351 deportati, 140 moriranno nei lager tedeschi.
Altri 17 partigiani fatti prigionieri durante il rastrellamento furono fucilati il 19 maggio nei pressi del passo del Turchino, insieme ad altri 42 prigionieri, come rappresaglia per un attentato contro alcuni soldati tedeschi al cinema Odeon di Genova, in quella che sarà poi ricordata come la strage del Turchino.
Nelle intenzioni dei tedeschi l'eccidio doveva far crollare nella popolazione il sostegno alla resistenza, ma il numero dei morti e la particolare efferatezza delle esecuzioni, oltre all'inganno nel far costituire i giovani che stavano fuggendo dalla chiamata alle armi, ebbero l'effetto opposto, aumentando l'odio della popolazione locale nei confronti dei fascisti repubblicani e delle truppe tedesche. Un gruppo di partigiani della Val Polcevera, aiutati dai militi della Croce Verde di Pontedecimo, si adoperò per recuperare in seguito le salme dei fucilati.
Nella notte tra il 25 e 26 giugno 1944 alcuni sten usati dai partigiani alla Benedicta vennero reimpiegati da una squadra partigiana comandata da Gino Tasso 'Tigre' per impossessarsi dell'esplosivo con cui i nazifascisti avevano minato la galleria di Boasi.